# Mirjami Kuosmanen
Mirjami Kuosmanen, född 22 februari 1915 i Keuru, Finland, död 5 augusti 1963 i Helsingfors, var en finländsk skådespelare och manusförfattare.

## Filmografi roller i urval
- 1938 – Laulu tulipunaisesta kukasta
- 1943 – Yrjänän emännän synti
- 1947 – Livet i Finnskogarna
- 1947 – Tösen från Stormyrtorpet
- 1955 – Kihlaus

## Filmmanus
- 1955 – Kihlaus
- 1959 – Bröllopsnatten